# Trop (peu) d'amour
Pour plus de détails, voir Fiche technique et Distribution.
Trop (peu) d'amour est un film français réalisé par Jacques Doillon, sorti en 1998.

## Fiche technique
- Titre français : Trop (peu) d'amour
- Réalisation : Jacques Doillon
- Scénario : Jacques Doillon et Brune Compagnon
- Photographie : Christophe Pollock
- Production : Alain Sarde
- Pays d'origine :  France
- Format : couleurs - 1,66:1 - DTS
- Genre : comédie dramatique
- Date de sortie : 
  - France : 25 mars 1998

## Distribution
- Lou Doillon : Camille
- Jérémie Lippmann : David
- Elise Perrier : Emma
- Alexia Stresi : Margot
- Lambert Wilson : Paul